# Bruno Bellone
Bruno Bellone (* 14. März 1962 in Toulon) ist ein ehemaliger französischer Fußballspieler.
Der Stürmer Bruno Bellone begann seine Profikarriere 1980 bei der AS Monaco und entwickelte sich schnell zum Torjäger des Clubs. Bereits 1981 gab er sein Debüt in der französischen Nationalmannschaft und wurde von Nationaltrainer Michel Hidalgo in den Kader für die Weltmeisterschaft 1982 in Spanien berufen. Der 20-Jährige kam bei diesem Turnier zum einzigen Mal im Spiel um den dritten Platz gegen Polen zum Einsatz, als Hidalgo die Stars der Mannschaft nach dem enttäuschenden Halbfinalaus nicht mehr einsetzte. Das Spiel ging mit 2:3 verloren.
Bei der Europameisterschaft 1984 in Frankreich gehörte Bellone dann zur Stammformation. Kapitän Michel Platini führte die Mannschaft zum ersten Titel in der Geschichte des französischen Fußballs und Bellone steuerte im Finale gegen Spanien den 2:0-Siegtreffer in der Nachspielzeit bei.
Der amtierende Europameister fuhr dann mit Bellone als einer der Mitfavoriten zur Weltmeisterschaft 1986 nach Mexiko, konnte sich allerdings im Halbfinale, wie schon 1982, nicht gegen die deutsche Mannschaft durchsetzen, gewann aber die Bronzemedaille durch einen Sieg über Belgien.
1987 wechselte Bruno Bellone zur AS Cannes, ein Jahr darauf zum Montpellier La Paillade SC. Insbesondere in Montpellier kam er aufgrund zahlreicher Verletzungen immer seltener zum Einsatz und spielte auch nicht mehr in der Nationalmannschaft. 1989 kehrte er nach Cannes zurück, musste aber 1990 als Sportinvalide seine Karriere beenden. Insgesamt hat Bellone 265 Erstligaspiele bestritten und dabei 63 Tore erzielt, und zwar 195/47 für Monaco, 57/14 für Cannes und 13/2 für Montpellier.
Für die französische Nationalmannschaft bestritt er von Oktober 1981 bis Februar 1988 insgesamt 34 Länderspiele, in denen ihm 2 Tore gelangen. 